# Altona 93
Der Altonaer Fußball-Club von 1893 e. V., allgemein bekannt als Altona 93 (kurz AFC), ist ein Sportverein aus dem heutigen Hamburger Bezirk Altona, der zum Zeitpunkt der Vereinsgründung im Jahr 1893 noch aus der eigenständigen Stadt Altona und etlichen Landgemeinden bestand. Er bietet derzeit die Sportarten Fußball, Handball, Karate, Volleyball und Roller Derby an.

## Geschichte der Fußballabteilung

### Die Anfänge (bis 1945)

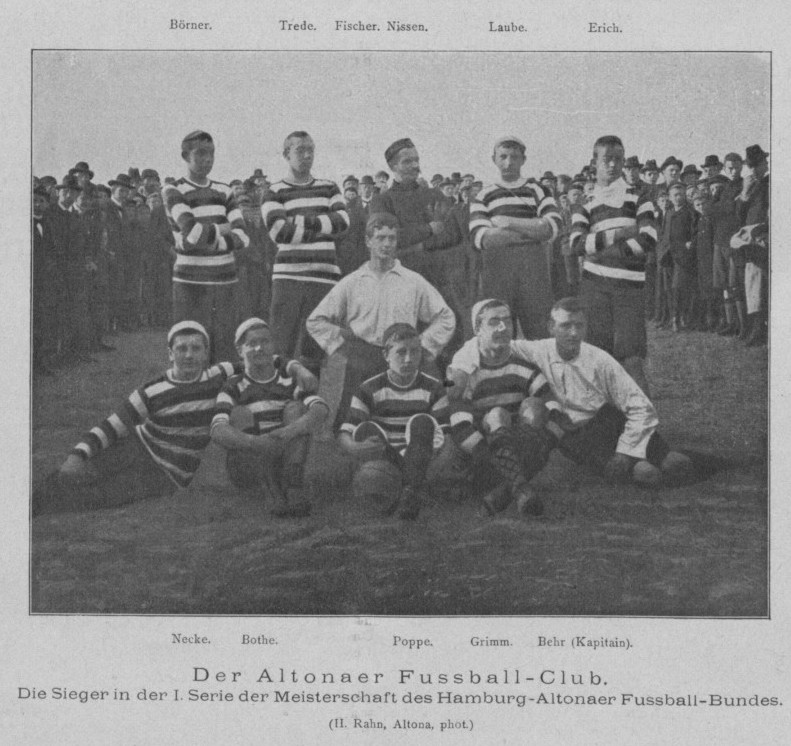
Mannschaft des Altonaer Fussball-Clubs im Jahre 1897

Der Verein wurde als Altonaer Fußball- und Cricketclub 1893 am 29. Juni 1893 von Gymnasiasten und jungen Kaufleuten gegründet, darunter Hermann Hambrock, der erster Vorsitzender wurde, und Franz Behr. Im Jahr darauf sah er vom Cricket ab und nahm zum ersten Mal seinen heutigen, kürzeren Namen an. Seitdem erlebte er noch mehrere Umbenennungen infolge von Fusionen – nämlich 1919 in VfL Altona (nach dem Zusammenschluss mit der Altonaer Turnerschaft von 1880), 1923 in Altonaer FC 93 VfL (die Turnerschaft machte sich wieder selbständig) und 1938 nach einer erneuten Fusion mit Borussia Bahrenfeld in Altonaer FC 93 Borussia –, ehe am 30. November 1979 die Rückkehr zum Altonaer Fußball-Club von 1893 vollzogen wurde.
Wie bei vielen der ersten Fußballvereine wurde in den Anfangsjahren auch Leichtathletik angeboten. Dabei stellte Altona 93 mit Paul Fischer den ersten Deutschen Leichtathletikmeister überhaupt, als er am 4. September 1898 in der Nachbarstadt Hamburg den 100-Meter-Lauf gewann.
„Altona 93“ (oder kurz „AFC“) ist einer der ältesten deutschen Fußballvereine. 1894 gehörte er zu den Gründern des Hamburg-Altonaer Fußball-Bundes und am 28. Januar 1900 in Leipzig in der Gaststätte „Zum Mariengarten“ zu den 86 Vereinen, die den Deutschen Fußball-Bund gründeten. 1903/04 war der aktive AFC-Spieler Franz Behr auch 2. DFB-Vorsitzender; Behr, der 1903 das erste Endspiel um die deutsche Fußballmeisterschaft gepfiffen hat, wurde zum Ehrenpräsidenten ernannt.
Ihre Glanzzeit hatte die Fußballmannschaft vor dem Ersten Weltkrieg, als sie in Serie Hamburg-Altonaer Meister wurde (1898–1900 sowie 1903), zudem 1903 und 1909 erst im Halb- sowie 1914 im Viertelfinale um die deutsche Meisterschaft scheiterte. Im zuletzt genannten Jahr gewann sie den Meistertitel in der erstmals gebildeten Norddeutschen Liga des NFV. Bis 1945 blieb Altona 93 in der jeweils höchsten Spielklasse, zuletzt Gauliga Nordmark bzw. Hamburg.

### Zwischen Stadtliga und Regionalliga Nord (1945–2001)
Nach dem Zweiten Weltkrieg erfolgte der Neubeginn in der Stadtliga Hamburg, 1950 gelang der Sprung in die Oberliga Nord, der man nach direktem Ab- und Wiederaufstieg von 1952 bis zur Gründung der Bundesliga 1963 angehörte; bestes Abschneiden waren zwei dritte Plätze (1954, 1958). 1955 (unter Trainer Klaus-Peter Kirchrath) und 1964 (unter Trainer Kurt Krause) wurde zudem das Halbfinale des DFB-Pokals erreicht. In dieser Zeit trugen so bekannte Spieler wie Heinz Spundflasche, Werner Erb und Dieter Seeler die Altonaer Farben und die Adolf-Jäger-Kampfbahn war häufig sehr gut gefüllt (Zuschauerschnitt 1952/53: 10.900 Besucher); zweimal (1953 und 1957) platzte sie förmlich aus allen Nähten, als jeweils 27.000 Zuschauer einem Derby gegen den Hamburger SV beiwohnten.
Anschließend hielt sich der Verein noch bis 1968 in der Regionalliga Nord (bestes Jahr: 1965, dritter Platz unter Trainer Kurt Krause), ehe er bis 1984 in lokalen Hamburger Ligen versank. In der Saison 1974/75 erregte Altona noch einmal überregional Aufsehen, als man im DFB-Pokal das Achtelfinale erreichte, dort aber mit 0:7 gegen den MSV Duisburg verlor. Von 1984 bis 1996 gehörte er (außer 1993/94) zur Amateur-Oberliga Nord. In der Saison 1985/86 zählte das Team von der Griegstraße lange Zeit zu den Favoriten im Rennen um das Erreichen der Aufstiegsrunde zur 2. Bundesliga. Am Ende musste sich die Mannschaft von Trainer Willi Reimann allerdings hinter dem FC St. Pauli und dem VfB Oldenburg in der Tabelle einreihen. Nach einigen Jahren Oberliga Hamburg/Schleswig-Holstein wurde 1996 der Aufstieg in die Regionalliga Nord geschafft, aus der man jedoch schon 1997 sportlich wieder abstieg. Aus finanziellen Gründen (die Verträge einiger Spieler galten auch für die Oberliga) zog man sich freiwillig in die Verbandsliga Hamburg zurück.

### Gegenwart (seit 2002)
Von 2002 bis 2004 spielte das Team wieder in der (jetzt allerdings viertklassigen) Oberliga Hamburg/Schleswig-Holstein. Für die Saison 2004/05 qualifizierte sich die Mannschaft für die eingleisige Fußball-Oberliga Nord, die alle vier Landesverbände des Norddeutschen Fußball-Verbandes umfasste.
Das Ziel der Saison 2007/08 war die Qualifikation für die neue Regionalliga Nord. Als Vizemeister und zudem mit den meisten Toren und der besten Heimbilanz gelang die Qualifikation souverän.

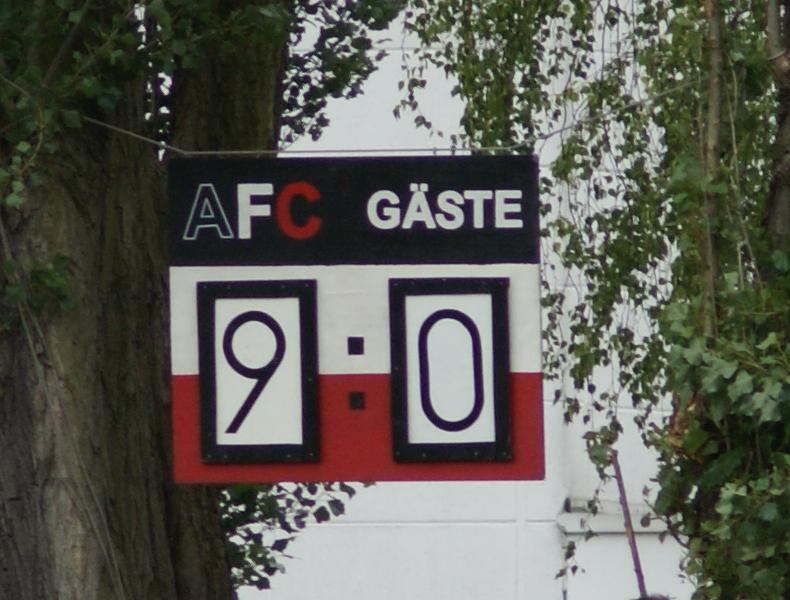
Der Aufstieg ist geschafft! Anzeigetafel beim Spiel gegen Bergedorf 85 am 25. Mai 2008

Die Regionalliga-Mannschaft der Saison 2008/09 bestand einerseits aus jungen Spielern, davon einige aus den Nachwuchsbereichen norddeutscher Vereine, andererseits aber auch aus solchen mit Erfahrung im Profibereich. Fast alle Stammspieler der Saison 2007/08 konnten gehalten werden; dazu kamen einige Verstärkungen. Die Ligamannschaft trug in der Saison 2008/09 ihre Heimspiele im Stadion Hoheluft aus. Das Sportamt Hamburg hatte das Stadion bis zum ersten Heimspiel regionalligatauglich ausgebaut.
Für die Spielzeit 2009/10 wurde dem Verein wegen Unregelmäßigkeiten beim Finanzamt keine Lizenz für die Regionalliga erteilt. Aber auch sportlich waren die Altonaer abgestiegen.
Der direkte Wiederaufstieg wurde verpasst. Erst in der Saison 2012/13 erreichte Altona wieder den zweiten Rang, hatte sich aber nicht um eine Lizenz für die Regionalliga Nord beworben.
Im Juni 2016 scheiterte der Verein in der Relegation für die Regionalliga Nord. Für die Aufstiegsrunde hatten sich die Altonaer mit Platz 6 sportlich nicht qualifiziert; da aber alle anderen Vereine der Oberliga Hamburg auf einen Aufstieg verzichteten, rückte Altona 93 nach. In der Saison 2017/18 spielte die Mannschaft nach zehn Jahren wieder in der Regionalliga Nord. Als Dritter der Oberliga hatte man erfolgreich an der Aufstiegsrunde teilgenommen. Als Tabellenletzter folgte der direkte Wiederabstieg, im Frühjahr 2019 kehrte Altona als Hamburger Amateurmeister erneut in die Regionalliga zurück und stieg 2022 wieder in die Oberliga ab. 2024 gelang erneut die Meisterschaft in der Oberliga, die Mannschaft scheiterte allerdings in den darauffolgenden Relegationsspielen zur Regionalliga Nord und verblieb somit in der Fünftklassigkeit. Im Mai/Juni 2025 qualifizierte sich Altona 93 über die Aufstiegsrunde für die Fußball-Regionalliga Nord 2025/26.
Die anhaltende Popularität des AFC zeigte sich besonders deutlich im April 2025, als in der Adolf-Jäger-Kampfbahn 3.782 Zuschauer dem Oberliga-Spitzenspiel gegen den TuS Dassendorf beiwohnten.

### Ligazugehörigkeit und Platzierungen
Siehe auch: Saisonbilanzen von Altona 93
| Saison  | Ligenniveau | Liga                                | Platz | Tore  | Punkte |
| ------- | ----------- | ----------------------------------- | ----- | ----- | ------ |
| 1963/64 | 2           | Regionalliga Nord                   | 04.   | 82:46 | 44:24  |
| 1964/65 | 2           | Regionalliga Nord                   | 03.   | 69:45 | 41:23  |
| 1965/66 | 2           | Regionalliga Nord                   | 10.   | 41:47 | 31:33  |
| 1966/67 | 2           | Regionalliga Nord                   | 08.   | 43:46 | 31:33  |
| 1967/68 | 2           | Regionalliga Nord                   | 16.   | 37:78 | 20:44  |
| 1968/69 | 3           | Landesliga Hamburg                  | 06.   | 57:48 | 32:28  |
| 1969/70 | 3           | Landesliga Hamburg                  | 10.   | 47:54 | 28:32  |
| 1970/71 | 3           | Landesliga Hamburg                  | 16.   | 29:68 | 15:45  |
| 1971/72 | 4           | Amateurliga Hamburg/Hansa           | 01.   | 65:36 | 45:15  |
| 1972/73 | 3           | Landesliga Hamburg                  | 07.   | 46:49 | 30:30  |
| 1973/74 | 3           | Landesliga Hamburg                  | 05.   | 59:49 | 34:26  |
| 1974/75 | 4           | Landesliga Hamburg                  | 02.   | 57:29 | 41:19  |
| 1975/76 | 4           | Landesliga Hamburg                  | 02.   | 64:34 | 42:18  |
| 1976/77 | 4           | Landesliga Hamburg                  | 02.   | 56:31 | 43:17  |
| 1977/78 | 4           | Landesliga Hamburg                  | 03.   | 56:33 | 39:21  |
| 1978/79 | 4           | Verbandsliga Hamburg                | 06.   | 42:38 | 33:27  |
| 1979/80 | 4           | Verbandsliga Hamburg                | 13.   | 51:57 | 25:35  |
| 1980/81 | 4           | Verbandsliga Hamburg                | 16.   | 24:84 | 10:50  |
| 1981/82 | 5           | Landesliga Hamburg/Hammonia         | 02.   | 86:35 | 46:14  |
| 1982/83 | 5           | Landesliga Hamburg/Hammonia         | 01.   | 96:17 | 52:08  |
| 1983/84 | 4           | Verbandsliga Hamburg                | 02.   | 66:29 | 46:14  |
| 1984/85 | 3           | Oberliga Nord                       | 11.   | 48:56 | 34:34  |
| 1985/86 | 3           | Oberliga Nord                       | 04.   | 47:30 | 41:27  |
| 1986/87 | 3           | Oberliga Nord                       | 11.   | 55:52 | 31:33  |
| 1987/88 | 3           | Oberliga Nord                       | 11.   | 46:61 | 31:37  |
| 1988/89 | 3           | Oberliga Nord                       | 05.   | 51:42 | 42:26  |
| 1989/90 | 3           | Oberliga Nord                       | 10.   | 62:52 | 31:37  |
| 1990/91 | 3           | Oberliga Nord                       | 12.   | 54:49 | 30:38  |
| 1991/92 | 3           | Oberliga Nord                       | 14.   | 51:60 | 27:37  |
| 1992/93 | 3           | Oberliga Nord                       | 14.   | 42:55 | 23:37  |
| 1993/94 | 4           | Verbandsliga Hamburg                | 07.   | 47:40 | 33:27  |
| 1994/95 | 4           | Oberliga Schleswig-Holstein/Hamburg | 03.   | 60:31 | 41:19  |
| 1995/96 | 4           | Oberliga Schleswig-Holstein/Hamburg | 01.   | 58:28 | :0064  |
| 1996/97 | 3           | Regionalliga Nord                   | 15.   | 33:68 | :0030  |
| 1997/98 | 5           | Verbandsliga Hamburg                | 13.   | 48:75 | :0029  |
| 1998/99 | 5           | Verbandsliga Hamburg                | 13.   | 46:52 | :0036  |
| 1999/00 | 5           | Verbandsliga Hamburg                | 02.   | 67:52 | :0052  |
| 2000/01 | 5           | Verbandsliga Hamburg                | 03.   | 67:39 | :0058  |
| 2001/02 | 5           | Verbandsliga Hamburg                | 02.   | 81:33 | :0066  |
| 2002/03 | 4           | Oberliga Schleswig-Holstein/Hamburg | 08.   | 66:50 | :0046  |
| 2003/04 | 4           | Oberliga Schleswig-Holstein/Hamburg | 02.   | 72:31 | :0065  |
| 2004/05 | 4           | Oberliga Nord                       | 12.   | 49:55 | :0042  |
| 2005/06 | 4           | Oberliga Nord                       | 07.   | 61:52 | :0048  |
| 2006/07 | 4           | Oberliga Nord                       | 05.   | 65:51 | :0055  |
| 2007/08 | 4           | Oberliga Nord                       | 02.   | 80:35 | :0065  |
| 2008/09 | 4           | Regionalliga Nord                   | 16.   | 40:66 | :0031  |
| 2009/10 | 5           | Oberliga Hamburg                    | 03.   | 73:36 | :0066  |
| 2010/11 | 5           | Oberliga Hamburg                    | 05.   | 63:46 | :0054  |
| 2011/12 | 5           | Oberliga Hamburg                    | 09.   | 55:48 | :0053  |
| 2012/13 | 5           | Oberliga Hamburg                    | 02.   | 74:50 | :0067  |
| 2013/14 | 5           | Oberliga Hamburg                    | 03.   | 78:43 | :0064  |
| 2014/15 | 5           | Oberliga Hamburg                    | 07.   | 61:38 | :0051  |
| 2015/16 | 5           | Oberliga Hamburg                    | 06.   | 65:41 | :0057  |
| 2016/17 | 5           | Oberliga Hamburg                    | 03.   | 72:41 | :0064  |
| 2017/18 | 4           | Regionalliga Nord                   | 18.   | 31:73 | :0023  |
| 2018/19 | 5           | Oberliga Hamburg                    | 01.   | 72:24 | :0078  |
| 2019/20 | 4           | Regionalliga Nord                   | 16.   | 26:48 | :0016  |
| 2020/21 | 4           | Regionalliga Nord (Staffel Nord)    | 11.   | 05:12 | :0003  |
| 2021/22 | 4           | Regionalliga Nord (Staffel Nord)    | 11.   | 17:52 | :0009  |
| 2022/23 | 5           | Oberliga Hamburg                    | 04.   | 78:45 | :0071  |
| 2023/24 | 5           | Oberliga Hamburg                    | 01.   | 91:29 | :0082  |
| 2024/25 | 5           | Oberliga Hamburg                    | 01.   | 99:30 | :0082  |

## Bekannte ehemalige Spieler
- Eric Maxim Choupo-Moting, Stürmer, zuletzt bei FC Bayern München unter Vertrag
- Werner Erb, langjähriger Oberligaspieler und vierfacher Juniorennationalspieler
- Marisa Ewers, in der englischen FA WSL bei Birmingham City LFC unter Vertrag
- Walter Frosch, angeblicher Rekordhalter für Erhalt Gelber Karten innerhalb einer Saison
- Walter Gamerdinger, Torwart nach dem Ersten Weltkrieg
- Karl Hanssen, dreifacher deutscher Nationalspieler (1910–1911)
- Reinhold Jackstell, Torjäger um 1950 und „Wandervogel“
- Adolf Jäger, 18-facher deutscher Nationalspieler (1908–1924)
- Heinz Mühle (1937–1943 und 1944–1951), Auswahlspieler
- Wilhelm Peters, Auswahlspieler und 1925 Bundespokalsieger
- Christian Rahn, fünffacher deutscher Nationalspieler (2002–2004)
- Dieter Seeler, Oberligaspieler (1952–1955), später mit dem Hamburger SV u. a. Deutscher Fußballmeister
- Heinz Spundflasche, Oberligaspieler (1952–1958) und Trainer (1957–1960)
- Jonathan Tah, Verteidiger, bei Bayer 04 Leverkusen unter Vertrag, mehrfacher Nationalspieler und Double-Sieger 2023/2024
- Hans Wentorf, zweifacher deutscher Nationalspieler (1928)
- Hermann Wiggers, deutscher Nationalspieler 1911

## Erfolge
- Deutsche Meisterschaftsendrunden: Halbfinale 1903, 1909
- DFB-Pokal: Halbfinale 1955, 1964
- Norddeutscher Meister: 1909, 1914
- Meister von Hamburg und Altona (bis zur Eingemeindung 1938): 1898, 1899, 1900, 1903, 1909, 1910, 1911, 1912, 1914, 1917, 1925, 1933
- Staffelmeister in der Hamburger Verbandsliga: 1948, 1950
- Meister der Oberliga Hamburg: 2019, 2024, 2025
- Hamburger Pokalsieger: 1984, 1985, 1989, 1994
- HFV-Supercup-Sieger: 2024, 2025
- insgesamt 64 Erstligajahre:
  - 1895–1933 (A-Klasse, Norddeutsche Liga/Elbekreis, „Runde der Zehn“ bzw. Norddeutsche Oberliga/Groß-Hamburg)
  - 1933–1945 (Gauliga Nordmark, Gauliga Nord bzw. Gauliga Hamburg)
  - 1945–1947 (Stadtliga Hamburg)
  - 1950/51, 1952–1963 (Oberliga Nord)

## Mannschaften

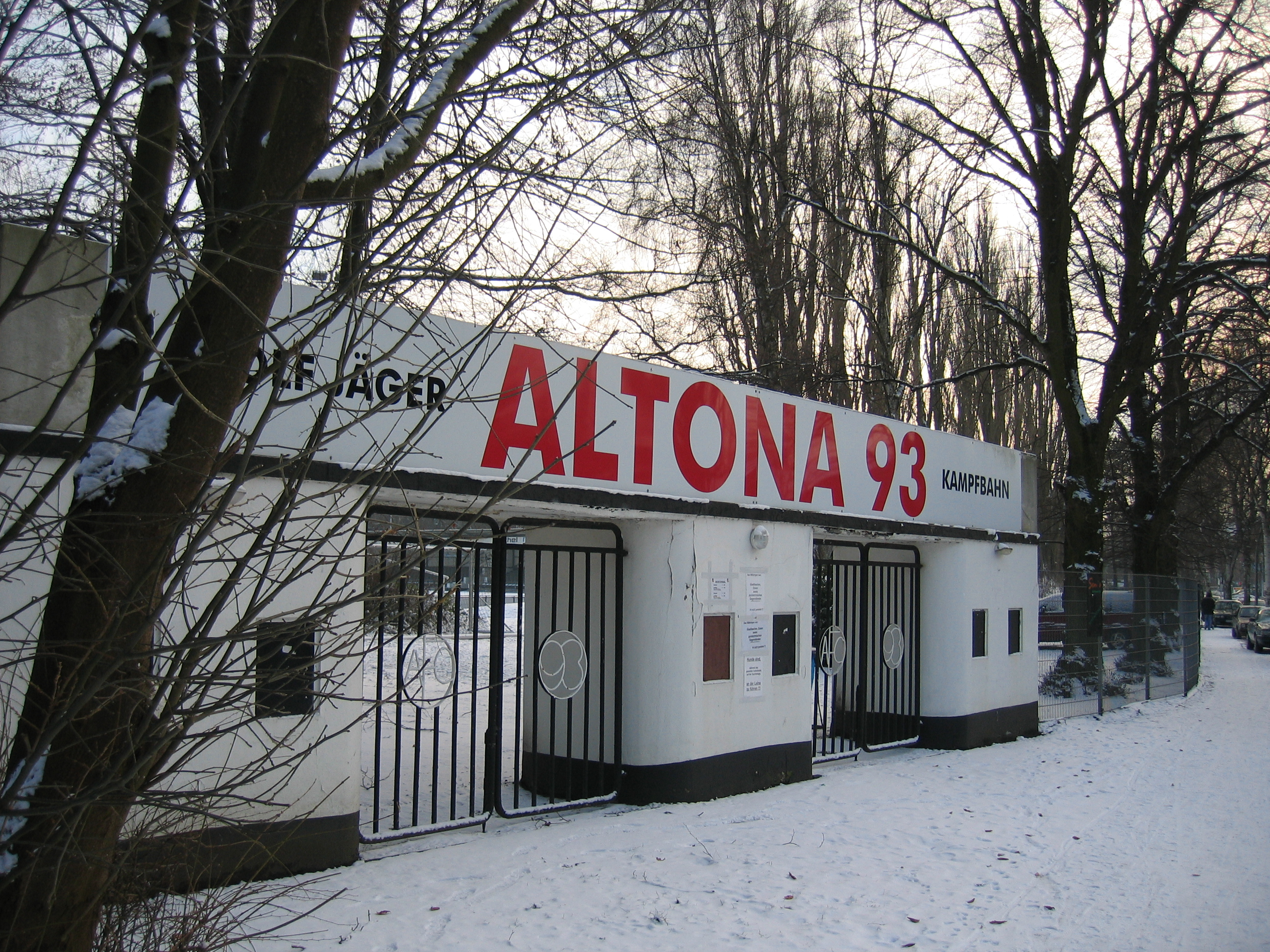
Adolf-Jäger-Kampfbahn, Eingang

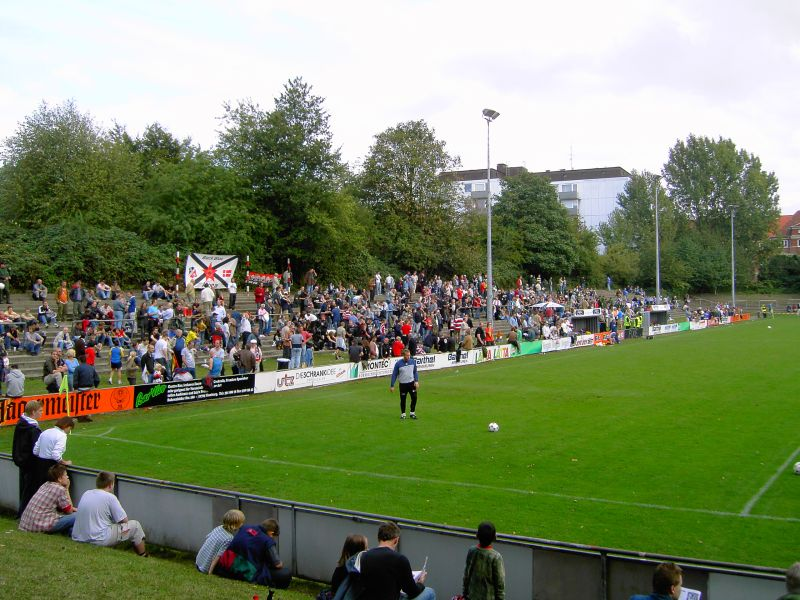
Gegengerade der Adolf-Jäger-Kampfbahn, Szene vom Oberligaspiel gegen den VfR Neumünster am 1. Okt. 2006

In der Saison 2008/09 spielte die erste Mannschaft im Stadion Hoheluft, während die 1. Frauen-, die A-Jugend-Regionalliga- und die zweite Männermannschaft weiterhin das Stadion für ihre Pflichtspiele nutzten. Nach dem Abstieg der ersten Mannschaft in die Oberliga trägt diese ihre Heimspiele seit der Saison 2009/10 ebenfalls wieder in der Adolf-Jäger-Kampfbahn aus.
Von den insgesamt 2000 Mitgliedern (Stand: 2024) des Vereins sind fast 800 jugendliche Fußballspieler, sie spielen in 36 Mannschaften. Eine Besonderheit ist eine der größten Frauen- und Mädchenabteilungen in einem allgemeinen Fußballklub in Deutschland. In insgesamt 13 Mannschaften von den F-Mädchen bis zu den Ü30-Frauen – und damit in allen Jahrgängen – spielen insgesamt 200 Fußballerinnen.

## Sponsor
Hauptsponsor des AFC ist seit der Saison 2023/2024 S-Bahn Hamburg, ein hundertprozentiges Unternehmen der Deutschen Bahn (DB Regio AG). Bei Auswärtsspielen laufen die Altonaer Spieler mit dem Logo der Continentale Betriebskrankenkasse auf der Brust auf.
Bis zu dem Start der Saison 2023/2024 war die in der Schnackenburgallee in Bahrenfeld ansässige Firma Barthel Armaturen der Hauptsponsor des Clubs. Ihr Inhaber Dirk Barthel ist seit vielen Jahren auch der Vereinspräsident.
Der aktuelle Ausrüster ist Hummel.

## Spielstätte
Seit 1909 nutzt der Verein die AFC-Kampfbahn an der Griegstraße, die 1944 nach dem 18-fachen National- und 51-fachen norddeutschen Auswahlspieler sowie dreifachen Gewinner des Kronprinzen- (1914, 1917) bzw. Bundespokals (1919), dem bekanntesten AFC-Akteur Adolf Jäger in Adolf-Jäger-Kampfbahn benannt wurde und heute ca. 8.000 Zuschauern Platz bietet. 1958 wurde die Sitztribüne eingeweiht.
Davor wurde auf der so genannten Exerzierweide in Bahrenfeld (nahe der heutigen Schnackenburgallee) gespielt, wo am 31. Mai 1903 auch das erste Endspiel um die deutsche Fußballmeisterschaft zwischen dem VfB Leipzig und DFC Prag stattfand, und von 1905 bis 1908 im Innenraum der Trabrennbahn Bahrenfeld.

## Handball-Abteilung
Die Feldhandball-Mannschaft der Damen spielte in den 1950er Jahren in der Stadtliga, der damals höchsten Spielklasse.

## Tischtennis-Abteilung
Bereits in den 1920er Jahren wurde bei Altona 93 von Tennisspielern Tischtennis gespielt, um die Wintermonate zu überbrücken. Gespielt wurde zunächst im „Kaiserhof“ beim Altonaer Bahnhof. Im März 1927 richtete Altona 93 erstmals ein Mannschaftsturnier aus, zu dem der Altonaer Tennis-Verein, Union Borussia und der Bahrenfelder Turnverein eingeladen wurden. Nachdem mehrfach die Ausgliederung der Tischtennisspieler aus der Tennis-Abteilung diskutiert worden war, war es 1930 endlich soweit:

„Mit Genehmigung des Vorstandes des A.F.C., sowie nach eingehender Rücksprache mit dem Vorstand der Tennis-Abteilung des A.F.C., wurde am 17. Oktober ds. Js. auf einer Versammlung im Ebert-Hof die Gründung einer Tischtennis-Abteilung im Rahmen des A.F.C. vorgenommen.“

An der Gründung beteiligten sich 27 Vereinsmitglieder, und bereits in der laufenden Spielzeit 1930/31 nahm der Verein mit drei Herren-, einer Damen- und einer Jugend-Mannschaft am Spielbetrieb des Hamburger Verbandes teil. Gespielt wurde in den bereits oben genannten Lokalitäten Kaiserhof und Ebert-Hof. Bis zum Kriegsbeginn 1939 wurde der Spielbetrieb nach und nach ausgebaut, wann er kriegsbedingt eingestellt werden musste, ist mangels erhaltener Aufzeichnungen aus jener Zeit nicht bekannt.
Nach Kriegsende konnte erst 1949 wieder mit dem Training begonnen werden, weil im zerstörten Altona zunächst kein Spiellokal vorhanden war, bis die damals in Altona ansässige Maschinenbaufirma Wilhelm Fette ihre Kantine zur Verfügung stellte. Als Fette 1953 nach Schwarzenbek umzog, war auch dieser Spielort Geschichte, seither wurde die Turnhalle Fischers Allee der Schule Bleickenallee (heutige Rudolf-Steiner-Schule Altona) genutzt. Der neue Spielort schien zu neuen sportlichen Höhenflügen zu animieren, denn 1956 stiegen die Altonaer erstmals in die Stadtliga, wie die höchste Hamburger Spielklasse damals hieß, auf und waren damit zweitklassig, denn darüber existierte nur noch die Oberliga Nord. Zehn Jahre sollten sich die 93er in der Stadtliga halten, bevor 1966 der Abstieg in die Verbandsliga anstand. Durch diesen Abstieg wurden Altonas Zelluloidkünstler gar viertklassig, weil im selben Jahr die Tischtennis-Bundesliga gegründet wurde. Lediglich von 1974 bis 1976 und 1977/78 gelang noch einmal die Rückkehr in das Hamburger Tischtennis-Oberhaus, das nun Hamburg-Liga genannt wurde. Später stand Altona 93, das von 2013 bis 2022 eine Spielgemeinschaft mit dem ehemaligen Verein der Bahnpolizei ASK 47 Hamburg bildete, im Schatten des Lokalrivalen Altonaer TV von 1845. Nachdem die Spielgemeinschaft aufgelöst wurde, besteht keine Tischtennisabteilung im Verein mehr.
Einmal machte ein Altonaer Tischtennisspieler auch international auf sich aufmerksam. Bei den Sommerparalympics 1972 in Heidelberg gewann Hartmut Klein mit der deutschen Mannschaft die Goldmedaille; im Einzel belegte er den fünften Platz. Der nachmalige Hamburger Staatsrat Rolf Reincke war viele Jahre als internationaler Schiedsrichter für Altona 93 im Einsatz, auch bei Welt- und Europameisterschaften.

## Volleyball-Abteilung
Die Volleyballabteilung von Altona 93 ist mit zwei Herren- und einer Damenmannschaft im Hamburger Volleyballverband vertreten.
In der Saison 2022/2023 spielte die Mannschaft der 1. Herren (AltonaerFirstClub) ihre beste Saison der Vereinsgeschichte und sicherte sich neben dem Hamburger Pokal auch die Meisterschaft in Hamburgs höchster Spielklasse.

## Museum
Das Vereinsmuseum an der Elbchaussee wurde 2009 wegen finanzieller Schwierigkeiten geschlossen.